# Camille Janssen
Camille Janssen, né à Liège le 5 décembre 1837 et mort à Bruxelles le 10 avril 1926, est un juriste, diplomate et un administrateur au Congo belge. Il succède en 1886 à Sir Francis Walter de Winton, administrateur général de l'Association Internationale Africaine (AIA) et devient d'abord administrateur général puis le premier gouverneur général de l'État indépendant du Congo (EIC).

## Biographie
Pierre Hubert Alexandre Camille est le fils de Pierre Janssen, professeur au collège de Liège d'origine hollandaise, et de Rosalie Verdbois. Le 19 juin 1875, il épouse à Liège Maria Clémentine Smeets qui lui donne plusieurs enfants dont Georges Janssen, directeur de la Banque nationale de Belgique.
Titulaire d'un diplôme de docteur en droit de l'Université de Liège, il commence une carrière d'avocat au barreau de Liège qu'il quitte pour la magistrature. En 1867 il est nommé substitut du procureur du Roi à Hasselt.
Il sollicite ensuite le poste de consul général  auprès du tribunal consulaire belge à Constantinople. Il est alors désigné par le gouvernement belge comme président du Tribunal International mixte fondé à Alexandrie dès 1875 jusqu'en 1878. Sa carrière de consul de Belgique le mène ensuite, au Chili, à Sofia puis au Québec.
Le 30 juillet 1886, Camille Janssen est nommé administrateur général de l'État indépendant du Congo par le roi Léopold II. Il succède ainsi à Sir Francis de Winton qui était administrateur général de l'Association Internationale Africaine. Janssen et ses services sont chargés de constituer un État régalien avec toutes ses composantes institutionnelles. Dès sa prise de fonction, il met en place une structure judiciaire coloniale calquée sur le modèle belge. Il est secondé dans cette tâche par Adolphe de Cuvelier, avocat à Bruxelles qui devient le premier juge de l'État indépendant du Congo et en deviendra le premier directeur de la Justice. Il règle en outre les questions commerciales, établit les impôts, organise la poste et le régime foncier.
Le 9 janvier 1887, il retourne en Belgique. Il est nommé gouverneur général le 17 avril. Il repart au Congo le 8 mai à bord du steamer Vlaanderen. Son second séjour en Afrique lui permet d'explorer le Shiloango, la Lukula en décembre, en compagnie des officiers Jungers et Destrain et le contrôleur De Keyzer. C'est à cette occasion qu'est créé le poste de Nzobe au confluent de la Lukula. II rentre en Europe le 16 juillet 1888 et il fait à Bruxelles l'intérim d'administrateur général du département pour les affaires intérieures en remplacement de Maximilien Strauch.
En mai 1889, il part pour la troisième fois au Congo à bord du steamer Loualaba et avec le titre de gouverneur général de l'État indépendant du Congo. En juillet 1889, il commence l'inspection de la province du Haut-Congo. Il remonte le fleuve Congo jusqu'à Makanza puis poursuit jusqu'aux Stanley Falls (Chutes Boyoma) où il rencontre le marchand d'esclaves zanzibarien Tippo Tip. En décembre 1889, il explore la province du Kasaï. En mai 1890, il revient en Belgique et devient administrateur du département des finances de l'État indépendant, en remplacement d'Hubert Van Neuss.

## Démission
Le 22 décembre 1892, il se démet de ses fonctions de gouverneur général. Le roi Léopold II a sorti des ordonnances visant à créer un véritable monopole pour son État indépendant sur les deux produits principaux du Congo : l'ivoire et le caoutchouc. Il utilise à ses fins les dispositions légales qui prévoient que les terres vacantes appartiennent à l'État. Mais pour les congolais l'éléphant et le caoutchouc se trouvent nécessairement sur des terres vacantes c'est-à-dire en dehors des villages eux-mêmes, dans la savane ou la brousse. Les congolais sont ainsi privés de leur plus grande source de profit. Plusieurs collaborateurs éminents du roi démissionnent de leurs fonctions pour marquer leur désapprobation profonde vis-à-vis de cette politique royale : Hubert Van Neuss, Alphonse-Jules Wauters, Maximilien Strauch. Edmond van Eetvelde, privé de ses deux adjoints Van Neuss et Strauch démissionnaires, continue seul à assumer ses fonctions d'administrateur général de l'État indépendant du Congo. Le roi est finalement obligé de modifier ses décrets tant l'hostilité est grande et manifestée. Un nouveau décret du 30 octobre 1892 divise les terres vacantes en trois espèces : le Domaine privé exploité exclusivement par l'État, une deuxième espèce est réservée aux sociétés commerciales et la troisième espèce est celle qui subsiste après définition des deux autres.

## Institut colonial international
En janvier 1894, après sa démission Janssen fonde l'Institut Colonial International dans le but de favoriser la discussion et la réflexion sur le développement et l'administration des colonies européennes. Dans cet organisme, on retrouve son ami Albert Thys et des personnalités de nombreuses puissances coloniales européennes. Janssen est nommé secrétaire général de l'Institut. Mais il en aussi l'animateur, l'organisateur. La notoriété de ses travaux sur la colonisation et les problèmes difficiles qu'il parvient à résoudre assure le succès des travaux de cet Institut. Il voyait aussi dans la culture indigène un élément décisif de prospérité sociale et économique.
Le 18 avril 1926, il meurt à Bruxelles à l'âge de 88 ans.

## Distinctions
- Commandeur de l'ordre de Léopold (Belgique).
- Commandeur de l'ordre de la Couronne en 1910 (Belgique).
- Commandeur de l'ordre de l'Étoile africaine en 1910 (Congo belge).
- Chevalier de l'ordre de la Maison Ernestine de Saxe en 1878.
- Décoration de l'ordre de l'Osmaniye en 1874 (Turquie).